# Place Pierre-Emmanuel
La place Pierre-Emmanuel est une ancienne voie du 1er arrondissement de Paris, en France.

## Situation et accès
La place Pierre-Emmanuel est située dans le 1er arrondissement de Paris. Elle  débute rue Berger et se termine passage Mondétour et porte Lescot.

## Origine du nom
Cette place a été nommée en l’honneur de Noël Mathieu, dit Pierre Emmanuel (1916-1984), écrivain, poète et essayiste français.

## Historique
Cette place, située dans le secteur des Halles et qui avait été provisoirement dénommée « voie H/1 », a reçu un toponyme par arrêté municipal du 26 août 1985.

## Pour approfondir